# Antvorskov Sogn
Antvorskov Sogn (benannt nach einem ehemals hier gelegenen früheren Kloster und späteren königlichen Schloss) ist eine Kirchspielsgemeinde (dän.: Sogn) in der Stadt Slagelse auf der Insel Sjælland im südlichen Dänemark. Sie entstand am 30. November 1997 durch Abspaltung aus dem Sankt Peders Sogn. Anfänglich gehörte sie zur Slagelse Kommune im Vestsjællands Amt, die im Zuge der  Kommunalreform zum 1. Januar 2007 in der „neuen“ Slagelse Kommune in der Region Sjælland aufgegangen ist.

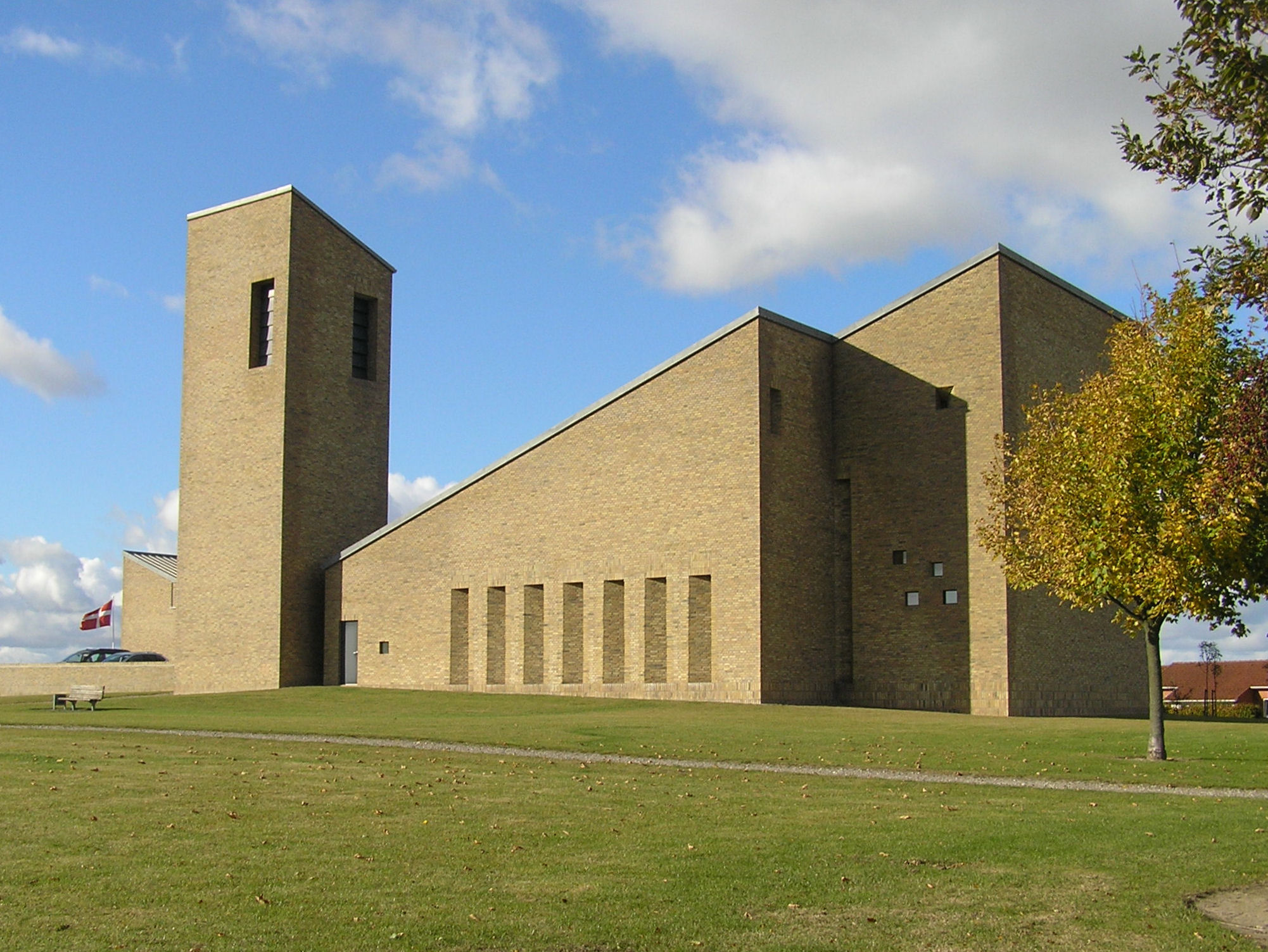
Antvorskov Kirke

Von den 34.648 Einwohnern von Slagelse leben 5843 im Kirchspiel Antvorskov (Stand: 1. Januar 2023). Im Kirchspiel liegt die Kirche „Antvorskov Kirke“.
Nachbargemeinden sind im Norden Sankt Peders Sogn, Sankt Mikkels Sogn und Ottestrup Sogn und im Süden Sørbymagle Sogn, Sludstrup Sogn und Slots Bjergby Sogn, ferner in der östlich benachbarten Sorø Kommune Lynge Sogn.

## Geschichte
Bis 1970 gehörte Sankt Peders Sogn zur Harde Slagelse Herred im damaligen Sorø Amt.